# Ryusei Takao
Ryusei Takao (japanisch 髙尾 流星 Takao Ryusei; * 20. November 2003 in der Präfektur Miyazaki) ist ein japanischer Fußballspieler.

## Karriere
Ryusei Takao steht seit dem 1. Februar 2022 bei Gainare Tottori unter Vertrag. Der Verein, der in der Präfektur Tottori beheimatet ist, spielte in der dritten japanischen Liga. Sein Drittligadebüt gab Ryusei Takao am 16. April 2022 (6. Spieltag) im Auswärtsspiel gegen den Kagoshima United FC. Bei der 1:0-Niederlage wurde er in der 89. Minute für Daichi Ishikawa eingewechselt. In seiner ersten Profisaison bestritt er 15 Drittligaspiele und schoss dabei zwei Tore.